# Delgosza
Delgosza (perski: دلگشا) – miasto w Iranie, w ostanie Ilam. W 2006 roku miasto liczyło 3931 mieszkańców.